# Edward A. Kelly
Edward Austin Kelly (* 3. April 1892 in Chicago, Illinois; † 30. August 1969 ebenda) war ein US-amerikanischer Politiker. Zwischen 1931 und 1943 sowie nochmals von 1945 bis 1947 vertrat er den Bundesstaat Illinois im US-Repräsentantenhaus.

## Werdegang
Edward Kelly besuchte die Longfellow School und die Lake High School. Im Jahr 1911 absolvierte er das Orr’s Business College in Chicago. Von 1912 bis 1916 war er professioneller Baseballspieler. Danach arbeitete er zwischen 1916 und 1920 als Buchhalter bei einer Stahlfirma. Diese Zeit wurde durch seinen Militärdienst als Feldwebel der US Army während des Ersten Weltkrieges unterbrochen. Dabei war er neun Monate auf dem europäischen Kriegsschauplatz eingesetzt. Seit 1920 arbeitete er in der Versicherungsbranche und auf dem Immobilienmarkt. Gleichzeitig schlug er als Mitglied der Demokratischen Partei eine politische Laufbahn ein.
Bei den Kongresswahlen des Jahres 1930 wurde Kelly im dritten Wahlbezirk von Illinois in das US-Repräsentantenhaus in Washington, D.C. gewählt, wo er am 4. März 1931 die Nachfolge von Elliott W. Sproul antrat. Nach fünf Wiederwahlen konnte er bis zum 3. Januar 1943 sechs Legislaturperioden im Kongress absolvieren. Seit 1933 wurden dort die New-Deal-Gesetze der Bundesregierung unter Präsident Franklin D. Roosevelt verabschiedet; ab 1941 war auch die Arbeit des Kongresses von den Ereignissen des Zweiten Weltkrieges geprägt. Im Jahr 1935 wurden erstmals die Bestimmungen des 20. Verfassungszusatzes angewendet, wonach die Legislaturperiode des Kongresses jeweils am 3. Januar endet bzw. beginnt.
Im Jahr 1942 wurde Edward Kelly nicht wiedergewählt. Zwischen 1943 und 1945 war er Assistent am städtischen Gericht von Chicago. Von 1944 bis 1946 gehörte er auch der Planungskommission der Stadt Chicago an. Bei den Wahlen des Jahres 1944 wurde er erneut im dritten Distrikt seines Staates in den Kongress gewählt, wo er am 3. Januar 1947 den Republikaner Fred E. Busbey ablöste, der zwei Jahre zuvor sein Nachfolger geworden war. Da er im Jahr 1946 wieder gegen Busbey verlor, konnte er bis zum 3. Januar 1947 nur eine weitere Amtszeit im Kongress verbringen. In dieser Zeit endete der Zweite Weltkrieg.
Nach dem Ende seiner Zeit im US-Repräsentantenhaus arbeitete Edward Kelly wieder in der Immobilienbranche in Chicago, wo er am 30. August 1969 starb.